# Atração de ramificações longas

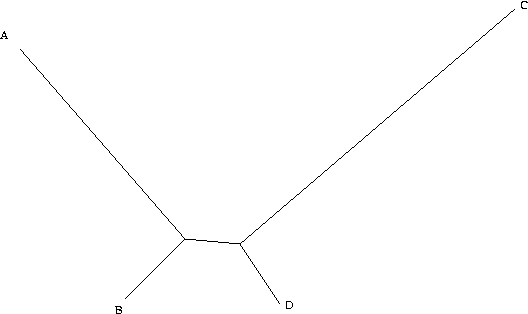
Um exemplo de atração de ramificações longas. Nesta árvore "verdadeira", é expectável que nos ramos que levam até A e C haja um número maior de transformações do estado dos caracteres que nos ramos internos ou nos ramos que levam até B e D.

A atração de ramificações longas é um artefato que ocorre nas análises de filogenia molecular quando grupos que evoluíram rapidamente são erroneamente colocados na base das árvores filogenéticas. Este erro é muito comum quando a evolução de um gene não seguiu um modelo de relógio molecular, e tende a ser verificado quando se mede com o método de máxima parcimônia. Este método, como outros que são balizados por um sistema de pontuação, não é capaz de diferenciar uma grande mudança repentina de uma divergência evolutiva ancestral.
Assim, por exemplo, os microsporídios simplificaram extremamente seu RNAr, fazendo com que suas sequências pareçam mais divergentes comparadas com as de seus parentes próximos. Isto resulta que nas árvores filogenéticas realizadas com este gen apareçam como um grupo eucariota muito primitivo, enquanto que as demais análises os mostram como um grupo derivado dos fungos. Este efeito recomenda extrema precaução na interpretação dos dados obtidos.
Um exemplo muito conhecido deste erro é o que fez com que Carl Woese sugerisse em seu sistema de três domínios que os eucariotas constituíam um dos clados mais antigos da natureza juntamente com outros dois clados bacterianos, o que se sabe que é possível tanto com base em análises morfológicas como paleontológicas, mas que devido às grandes modificações evolutivas sofridas por este grupo, aparece assim invariavelmente nas análises moleculares da maioria de genes.
Este erro é encontrado sobretudo quando só se usa uma única molécula para as análises (por exemplo com as árvores filogenéticas feitas somente com ARNr). É possível tentar corrigir comparando muitos dados simultaneamente, comprovando assim a robustez da árvore, seja usando métodos que incorporem ritmos diferentes de substituição entre linhagens (máxima probabilidade, por exemplo), seja acompanhando as análises genéticas com análises morfológicas, ou ainda, rompendo as ramificações longas com a adição de táxons que estejam relacionados com aqueles onde ocorra este tipo de ramificação.